# Up Holland
Up Holland (o Upholland) es un pueblo y parroquia civil en el distrito de West Lancashire, en el condado de Lancashire, Inglaterra, 4 millas al oeste de Wigan. La población según el censo de 2011 era de 7,376 habitantes.

## Geografía
El pueblo está en un cerro pequeño de 89 m sobre el nivel del mar. Tiene vistas hacia Saint Helens y Liverpool en el oeste y el sur, Ormskirk y Southport al noroeste y hacia Wigan, Mánchester y la cumbre High Peak de Derbyshire en el este. La parroquia incluye el polígono industrial Pimbo.

## Etimología
El nombre del sitio aparece por primera vez atestiguado en el Libro Domesday de 1086, con el nombre de Hoiland. Aparece como Upholand en un archivo de Lancashire de 1226. Este término proviene del anglosajón hohland. El nombre Up Holland se diferencia de otro sitio localmente llamado Downholland, 10 millas al oeste (al otro lado de Ormskirk). El señorío de Holland perteneció a la familia Holland hasta 1534, de donde puede ser que provenga su nombre.

## Personas destacadas
George Lyon, conocido por ser uno de los últimos salteadores de caminos ingleses, se encontraría supuestamente enterrado en el cementerio anexo de la iglesia anglicana de Santo Tomás Mártir.
Un enterramiento de mayor importancia histórica puede ser encontrado en la esquina este del sur de la iglesia, perteneciente a Robert Daglish; un pionero en la ingeniería de la locomotora de vapor y en su diseño. En 1814, construyó un tipo de locomotora llamado El Caballo de Yorkshire.

## Religión
La iglesia era anteriormente un monasterio benedictino, el convento de Santo Tomás Mártir.

## Galería

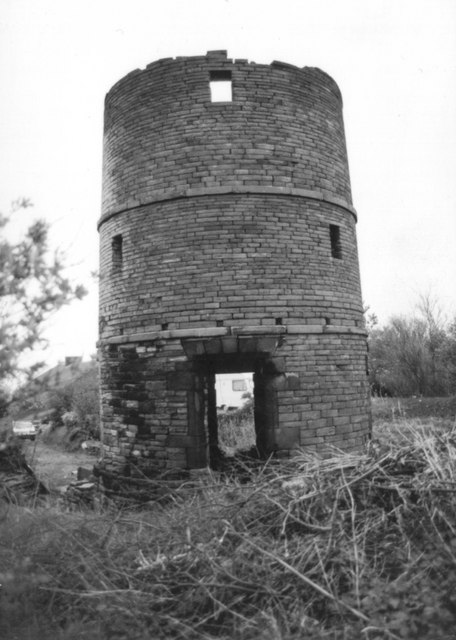
Viejo molino de Up Holland
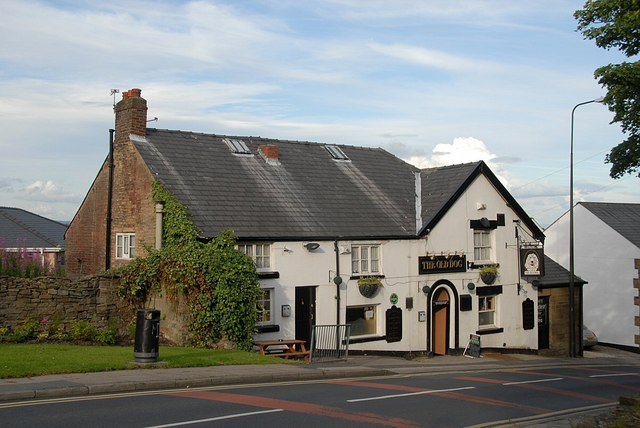
El pub Old Dog (anteriormente The Talbot, ahora una residencia privada)
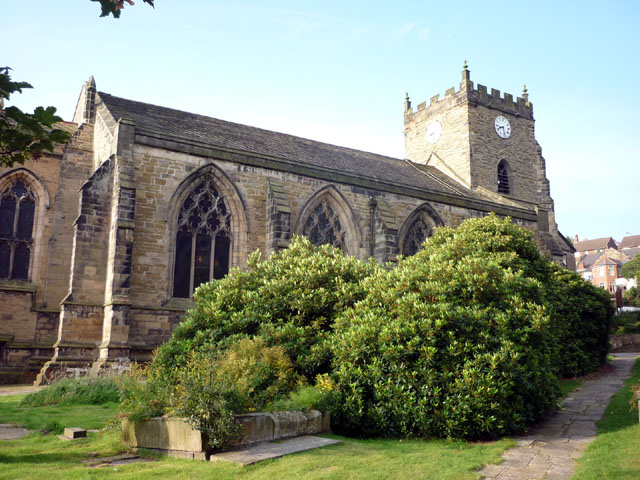
Iglesia de Santo Tomás